# Jane Jacobs
Jane Jacobs (Scranton, 4 maggio 1916 – Toronto, 25 aprile 2006) è stata un'antropologa, scrittrice e attivista statunitense naturalizzata canadese. Le sue teorie hanno influito profondamente sui modelli di sviluppo urbano delle città nordamericane.

## Biografia
Autrice del rivoluzionario Vita e morte delle grandi città. Saggio sulle metropoli americane (1961), criticò fermamente il modello di sviluppo delle città moderne e fu accesa sostenitrice del recupero a misura d'uomo dei nuclei urbani, enfatizzando il ruolo della strada, del distretto, dell'isolato, della vicinanza e della densità, della eterogeneità degli edifici.
Criticò la concezione della città come spazio costruito per essere attraversato dalle automobili e fu nemica dichiarata delle autostrade urbane. Fu presidente di vari comitati per impedire la costruzione di grandi arterie stradali urbane, sia negli Stati Uniti che nel Canada, dove si trasferì nel 1969 in opposizione alla guerra del Vietnam, e dove visse fino alla morte.
In onore di Jane Jacobs ogni anno, nel primo fine settimana di maggio, in numerose città di tutto il mondo si tiene una manifestazione culturale denominata Jane’s walk che consiste in passeggiate libere, gratuite, organizzate localmente, durante le quali le persone si riuniscono per esplorare, parlare e celebrare i loro quartieri, con lo scopo di sviluppare una tradizione e un’educazione urbana, nonché un approccio progettuale basato sulla concertazione con la comunità. Attualmente sul territorio italiano le "walks" vengono realizzate, tra le varie città, a Bologna, Cagliari, Catania, Milano, Napoli, Olbia, Perugia, Roma, San Benedetto Po, Trieste, Venaria Reale (Torino), Viterbo, nel 2024 a San Giovanni Valdarno (AR) e nel 2025 anche a Verona.

## Opere
- Death and the Life of America's Great Cities (Vita e morte delle grandi città. Saggio sulle metropoli americane), 1961
- The Economy of Cities, 1969
- The Question of Separatism: Quebec and the Struggle over Sovereignty, 1980
- Cities and the Wealth of Nations, 1984
- Systems of Survival, 1992
- The Nature of Economies, 2000
- Dark Age Ahead, 2004